# トランコム
トランコム株式会社（英: TRANCOM Co., Ltd.）は、愛知県名古屋市東区に本社を置く総合物流企業である。

## 概要
1959年（昭和34年）6月22日設立。主な事業は物流情報サービス事業とロジスティックスマネジメント事業、貨物運送事業、IT・アウトソーシング事業である。
帰り荷がない長距離トラックの空車と荷主情報をコンピューターで結ぶことで業績をのばす。

## 沿革
- 1959年（昭和34年）6月22日 - 「株式会社ナゴヤトランスポートセンター」として設立[2]。
- 1989年（平成元年）6月 - 中部物流サービス株式会社およびアイコーシステム輸送株式会社を吸収合併。同時に「トランコム株式会社」に商号を変更[2]。
- 1995年（平成7年）4月11日 - 日本証券業協会（後のJASDAQ）に株式を店頭登録[2]。
- 1996年（平成8年）4月 - エイド株式会社を吸収合併[2]。
- 2002年（平成14年）
  - 2月 - 東京証券取引所市場第二部および名古屋証券取引所第二部に株式を上場[2]。
  - 4月 - 株式会社シー・アンド・シーおよび有限会社シーシーケーを子会社化[2]。
  - 10月 - 子会社である株式会社シー・アンド・シーを存続会社とし、同じく子会社の株式会社アドバンスアイおよび有限会社シーシーケーを吸収合併[2]。
- 2003年（平成15年）
  - 4月 - 株式会社豊田自動織機と資本・業務提携[2]。
  - 7月 - 湖栄運送株式会社を子会社化[2]。
- 2007年（平成19年）4月 - 湖栄運送株式会社の事業を譲り受け[2]。
- 2008年（平成20年）9月 - 湖栄運送株式会社を清算[4]。
- 2009年（平成21年）7月 - 株式会社エムエスケイ（現・トランコムITS株式会社）を子会社化[2]。
- 2010年
  - 1月25日 - 中国の永得利有限公司と業務提携[2]。
  - 4月1日 - 子会社である株式会社エムエスケイを存続会社とし、同じく子会社の株式会社トラフィックアイおよびスリーエスシステムズ株式会社を吸収合併[2]。
  - 10月1日 - 子会社のトランコムDS東日本株式会社を存続会社とし、同じく子会社のトランコムDS西日本株式会社を吸収合併。同時にトランコムDS株式会社に商号を変更[2]。
- 2011年（平成23年）
  - 2月21日 - 同業のトレーディア株式会社と資本業務提携契約を締結[2]。
  - 5月 - 特蘭科姆国際貨運代理（上海）有限公司を設立[2]。
- 2012年（平成24年）
  - 3月 - 株式会社CLIPへの出資を解消[2]。
  - 7月 - 特蘭科姆人才服務（天津）有限公司を設立[2]。
  - 12月17日 - 東京証券取引所および名古屋証券取引所各市場第一部へ指定替え[2]。
- 2013年（平成25年）2月22日 - 株式会社スマイルスタッフ（現・トランコムSC株式会社）を子会社化[2][5]。
- 2014年（平成26年） - 三井物産株式会社の子会社で中国で自動車部品等の物流を手掛けるTransfreight China Logistics Ltd.（現・TRANCOM CHINA LOGISTICS LTD.）の全株式のうち35%を取得し、資本参加[2][6]。
- 2015年（平成27年）
  - 3月 - 株式会社加勢を子会社化予定であったが[7]、両者の強みを活かしたシナジー効果の創出について一部合意に至らなかったとして、株式の取得を中止した[8]。
  - 10月 - 子会社の株式会社スマイルスタッフが同じく子会社のトランコムISS株式会社と事業統合し、商号をトランコムSC株式会社に変更[2]。
- 2016年（平成28年）4月 - Transfreight China Logistics Ltd.（現・TRANCOM CHINA LOGISTICS LTD.）の出資持分55%を追加取得し、子会社化[2]。
- 2017年（平成29年）
  - 5月 - 子会社の特蘭科姆国際貨運代理（上海）有限公司を清算[2]。
  - 9月 - Transfreight China Logistics Ltd.（現・TRANCOM CHINA LOGISTICS LTD.）の株式10%を追加取得し、完全子会社化[2]。
  - 10月 - 子会社の特蘭科姆人才服務（天津）有限公司を譲渡[2]。
- 2018年（平成30年）
  - 1月 - シンフォニアソリューションズ株式会社の株式90%を取得し、子会社化[2]。
  - 9月 - 株式会社丸和運輸機関と資本業務提携契約を締結[2][9]。
- 2019年（平成31年/令和元年）
  - 10月 - 3PL事業をトランコムEX東日本株式会社、トランコムEX中日本株式会社およびトランコムEX西日本株式会社の各社へ継承[2]。
  - 10月 - シンガポールでビルクリーニングを手掛けるSergent Services Pte Ltdの全株式のうち90%を取得し、子会社化[2][10]。
  - 11月 - 日本GLP株式会社および株式会社モノフルと業務提携[2][11]。
  - 12月 - 日野自動車株式会社と資本業務提携契約を締結[2][12]。
- 2020年（令和2年）
  - 5月 - Chinoh.Ai株式会社と資本業務提携契約を締結[2][13]。
  - 9月 - シンフォニアソリューションズ株式会社を清算[2]。
  - 11月 - 株式会社エアトランクと資本業務提携契約を締結[14]。
- 2022年（令和4年）1月 - Starlink Resources Pte. Ltd.の株式70%を取得し子会社化、H&S Co Pte. Ltd.の株式100%を取得し子会社化[2]。
- 2023年（令和5年）9月 - TRANCOM（MALAYSIA）SDN.BHD.を設立[2]。
- 2024年（令和6年）
  - 9月18日 - 同日から同年10月31日までの間、経営陣とアメリカの投資ファンド「ベインキャピタル」による自社買収（MBO）を目的とした株式公開買付け（TOB）を実施[15][16]。
  - 10月31日 - 株式会社BCJ-86によるTOBが成立[17]。
- 2025年（令和7年）
  - 1月15日 - 東京証券取引所プライム市場および名古屋証券取引所プレミア市場上場廃止[1]。
  - 1月17日 - 株式併合により株主が株式会社BCJ-86及び株式会社AICOHのみとなる[1]。

## 事業所
- 本社（愛知県名古屋市東区）
- トランコムグループ 東京オフィス（東京都中央区）
- トランコムグループ 大阪オフィス（大阪府大阪市中央区）

## 関連会社
- トランコムDS株式会社
- トランコムSC株式会社
- トランコムITS株式会社
- トランコムMTS株式会社
- トランコムTS株式会社
- トランコムEX東日本株式会社
- トランコムEX中日本株式会社
- トランコムEX西日本株式会社
- TRANCOM BANGKOK CO.,LTD.（タイ）
- TRANCOM TRANSPORT (THAILAND) CO.,LTD.（タイ）
- TRANCOM GLOBAL HOLDINGS CO.,LTD.（タイ）
- TRANCOM CHINA LOGISTICS LTD.（中国）
- 特蘭科姆（広東）物流有限公司（中国）
- TRANCOM(HK)LIMITED（中国）
- Sergent Services Pte Ltd（シンガポール）
- Starlink Resources Pte. Ltd.（シンガポール）
- H&S Co Pte. Ltd.（シンガポール）
- TRANCOM（MALAYSIA）SDN.BHD.（マレーシア）

## 社名の由来
Transport（物を運ぶ・輸送）とCommunication（心の通い合い）を組み合わせたもの

## テレビ番組
- 日経スペシャル ガイアの夜明け 1億人の貨物を奪え! 〜物流戦争の風雲児たち〜（2005年4月26日、テレビ東京）[3]。- 帰り荷がない長距離トラックの空車と荷主情報をコンピューターで結ぶさまを取材。